# Джинетти, Джанфранческо
Джанфранческо Джинетти (итал. Gianfrancesco Ginetti; 12 декабря 1626, Рим, Папская область — 18 сентября 1691, там же) — итальянский куриальный кардинал. Племянник кардинала Марцио Джинетти. Генеральный казначей Апостольской Палаты с 12 июня 1673 по 1 сентября 1681. Архиепископ Фермо с 5 июня 1684 по 18 сентября 1691. Кардинал-дьякон с 1 сентября 1681, с титулярной диаконией Санта-Мария-делла-Скала с 22 сентября 1681 по 12 января 1682. Кардинал-дьякон с титулярной диаконией Сант-Анджело-ин-Пескерия с 12 января 1682 по 28 ноября 1689. Кардинал-дьякон с титулярной диаконией Сан-Никола-ин-Карчере с 28 ноября 1689 по 18 сентября 1691.